# Weszprémi-kódex

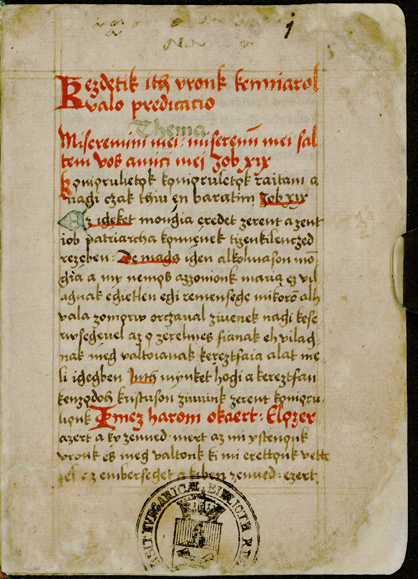
A Weszprémi-kódex első levele.

A Weszprémi-kódex egy késő középkori magyar kézirat neve.
A Weszprémi-kódex keletkezési idejét a 16. század első negyedére teszik, 2 másoló-szerzője nem ismert. A kis 8-adrét alakú, csonkán fennmaradt alkotás jelenleg 75 levélnyi terjedelmű. Klarissza apácák számára készült, és Krisztus kínszenvedéséről szóló prédikációkat, illetve Szent Bonaventurának az élet tökéletességéről szóló művét tartalmazza. A kódexet első ismertetője, Horvát István bölcsészdoktor (1784–1846) a debreceni orvos, és irodalmi régiségkutató Weszprémi István tiszteletére nevezte el. Az Egyetemi Könyvtárnak Winkler István pécsi kanonok ajándékozta.